# John Fitch
John Fitch   (Indianàpolis, 4 d'agost de 1917 - comtat de Litchfield, 31 d'octubre de 2012) va ser un enginyer i pilot de curses automobilístiques estatunidenc que va arribar a disputar curses de Fórmula 1.
John Fitch va néixer el 4 d'agost del 1917 a Indianapolis, Estats Units i va viure a Connecticut.
Com a enginyer ha realitzat diversos invents per millorar la seguretat en l'automòbil que li han servit per guanyar diversos premis per la seva tasca en pro de la seguretat.

## A la F1
Va debutar a l'última cursa de la quarta temporada de la història del campionat del món de la Fórmula 1, la corresponent a l'any 1953, disputant el 13 de setembre el GP d'Itàlia al Circuit de Monza.
John Fitch va participar en dues curses puntuables pel campionat de la F1, disputant-les en dues temporades diferents, les corresponents als anys 1953 i 1955.

## Resultats a la Fórmula 1
| Any  | Equip                     | Xassís   | Motor    | 1   | 2   | 3   | 4   | 5   | 6   | 7     | 8   | 9       | Posició | Punts |
| ---- | ------------------------- | -------- | -------- | --- | --- | --- | --- | --- | --- | ----- | --- | ------- | ------- | ----- |
| 1953 | John Fitch                | HWM      | Alta     | ARG | 500 | HOL | BEL | FRA | GBR | ALE   | SUI | ITA Ret | -       | 0     |
| 1955 | Officine Alfieri Maserati | Maserati | Maserati | ARG | MON | 500 | BEL | HOL | GBR | ITA 9 |     |         | -       | 0     |

### Resum
| Curses: | Victòries: | Pòdiums: | Poles: | Voltes ràpides: | Punts: |
| ------- | ---------- | -------- | ------ | --------------- | ------ |
| 2       | 0          | 0        | 0      | 0               | 0      |